# (4688) 1980 WF
(4688) 1980 WF es un asteroide que forma parte de los asteroides Amor y fue descubierto por Charles Thomas Kowal el 29 de noviembre de 1980 desde el observatorio del Monte Palomar, Estados Unidos. Aún no ha recibido nombre definitivo.

## Características orbitales
1980 WF orbita a una distancia media de 2,234 ua del Sol, pudiendo acercarse hasta 1,083 ua y alejarse hasta 3,386 ua. Tiene una inclinación orbital de 6,378 grados y una excentricidad de 0,5155. Emplea en completar una órbita alrededor del Sol 1220 días.
1980 WF es un asteroide cercano a la Tierra.

## Características físicas
La magnitud absoluta de 1980 WF es 19,4. Tiene un diámetro de 0,6 km y se estima su albedo en 0,18. Está asignado al tipo espectral V de la clasificación SMASSII y al QU de la Tholen.